# 정화 (가수)
정화(본명: 박정화, 1995년 5월 8일 ~ )는 대한민국의 가수, 배우이며 걸그룹 EXID 리드래퍼, 메인댄서, 서브 보컬이다.

## 생애

### 데뷔 전
초등학교 때 연기학원을 다니며 연기자의 꿈을 꿨다. JYP 엔터테인먼트에서 5년 간 연습생으로 있었다가 하니와 같이 퇴출 당해서, 결국 데뷔하지 못했다. 국회방송의 "싱싱꿈나무국회"라는 프로그램에서 MC로 활동했다. 2004년에 방영되었던 SBS 금요드라마 《아내의 반란》에서 변정수외 조민기의 딸 아역으로 출연했다. 이후 몇몇 드라마와 뮤직비디오에 출연했다. 원더걸스의 "Tell me" 뮤직비디오에서 불량학생들에게 괴롭힘 당하던 소희가 구해준 여학생이 바로 정화이다.

## 출연 작품

### 프로그램
| 연도   | 채널       | 프로그램 명                  | 비고                                                  |
| ------ | ---------- | ---------------------------- | ----------------------------------------------------- |
| 2015년 | KBS2       | 《대국민 토크쇼 안녕하세요》 | 게스트                                                |
| 2015년 | SBS        | 《에코빌리지 즐거운 家!》    | 게스트                                                |
| 2015년 | MBC every1 | 《천생연분 리턴즈》          | 게스트                                                |
| 2017년 | MBC        | 《은밀하게 위대하게》        | 게스트                                                |
| 2017년 | SBS MTV    | 《더 쇼 시즌5》              | MC                                                    |
| 2017년 | tvN        | 《수요미식회》               | 게스트                                                |
| 2018년 | MBC        | 《미스터리 음악쇼 복면가왕》 | 참가자 (내 노랜 돌고래도 춤추게 한다! 엔돌핀 크루즈!) |

### 드라마
| 연도 | 채널       | 이름                                        | 역할                      | 비고     |
| ---- | ---------- | ------------------------------------------- | ------------------------- | -------- |
| 2004 | SBS        | 《아내의 반란》                             | 조혜린                    |          |
| 2015 | MBC every1 | 《웹툰 히어로 툰드라쇼》                    | 육아영                    |          |
| 2017 | 네이버TV   | 《마스크》                                  | 애니타                    | 웹드라마 |
| 2018 | ViuTV      | 《사랑에 마감 기한이 있다면》(假若愛有期限) | 영시 (詠詩)               |          |
| 2021 | SBS        | 《원 더 우먼》                              | 박소이                    |          |
| 2023 | JTBC       | 《사랑의 이해》                             | 하상수와 소개팅을 한 여자 |          |
| 2023 | 넷플릭스   | 《마스크걸》                                | 이아름                    |          |
| 2023 | 채널 A     | 《남과 여》                                 | 류은정                    |          |

### 뮤직 비디오
- 2007년 원더걸스 《Tell Me》
- 2011년 허각&LE 《그 노래를 틀 때마다》
- 2013년 레드애플 《바람따라》

### 광고
- 현대약품 《프링클》 (2014)

### 영화
- 《사회인》 (2019) - 성시은 역
- 《용루각: 비정도시》 (2020) - 지혜 역
- 《용루각2: 신들의 밤》 (2021) - 지혜 역
- 《핸섬가이즈》 (2024) - 보라 역